# Правители династии Сефевидов

## Сефевиды(1502—1736)
Столица: Тебриз, с 1548 Казвин, с 1598 Исфахан. Титул: шаханшах.

## Предки Сефевидов
- Сафи ад-Дин Шейх Исхак, р.1253—ум.1334
- Садр ад-Дин Шейх Муса, сын Шейха Исхака, р.1305—ум.1393
- Шейх Али, сын Шейха Мусы, —ум.1429

## Шейхи Ардебиля
- Шейх Ибрахим, сын Шейха Али, шейх Ардебиля 1429—1447
- Шейх Джунайд, сын Шейха Ибрахима, шейх Ардебиля 1447—1460
- Абу-л-Вилайат Шейх Солтан Хайдар, сын Шейха Джунайда, шейх Ардебиля 1460—1488
- Шейх Солтан Али, сын Шейха Хайдара, шейх Ардебиля 1488—1497
- Абу-л-Мозаффар Шах Исмаил I, сын Шейха Хайдара, р.1487, шейх Ардебиля 1497—1502, шаханшах Ирана 1502—1524

## ШаханшахиИрана
- 1. Абу-л-Мозаффар Шах Исмаил I, сын Шейха Хайдара, р.1487, шейх Ардебиля 1497—1502, шаханшах Ирана 1502—1524
- 2. Абу-л-Фатх Шах Тахмасп I, сын Шаха Исмаила I, р.1513, шаханшах Ирана 1524—1576
  - Див-султан Румлу (рег. 1524—1527)1
  - Чуха-султан Устаджлу (рег. 1527—1530)1
  - Гусейн-хан Шамлу (рег. 1530—1533)1
- 3. Абу-л-Мозаффар Шах Исмаил II, сын Шаха Тахмаспа I, р.1537, шаханшах Ирана 1576—1577
- 4. Абу-л-Мозаффар Шах Мохаммад I Ходабенде, сын Шаха Тахмаспа I, р.1531, шаханшах Ирана 1577—1587, ум.1595
  - Махд-и-Улийа, жена (de-facto 1578—1579).1
  - Хамза Мирза, сын (de-facto).1
- 5. Абу-л-Мозаффар Шах Аббас I Великий, сын Шаха Мохаммада I, р.1571, шаханшах Ирана 1587—1629
  - Муршид Кули-хан Устаджлу (рег. 1587—1588)1
- 6. Абу-л-Мозаффар Шах Сефи I, сын шахзадэ солтан Сефи-мирзы, р. 1611, шаханшах Ирана 1629—1642
- 7. Абу-л-Мозаффар Шах Аббас II Сефевид, сын Шаха Сафи I, р. 1632, шаханшах Ирана 1642—1666
- 8. Абу-л-Мозаффар Шах Сефи II Солейман, сын Шаха Аббаса II, р.1647, шаханшах Ирана 1666—1694
- 9. Абу-л-Мозаффар Шах Хосейн I, сын Шаха Солеймана Сафи, р. 1668, шаханшах Ирана 1694—1722, ум.17261

1722 — 1729 афганское завоевание.
- 10. Абу-л-Мозаффар Шах Тахмасп II, р.1704, сын Шаха Хосейна I, р.1668, шаханшах Ирана 1724—1732, ум.1736
  - Мир Махмуд (рег. 1722—1725, в Кандагаре с 1716)1
- 11. Шах Ахмад (шаханшах Ирана), сын Мирзы Абу-л-Касима, шаханшах Ирана 1726—1728, правил в Кермане и Фарсе
- 12. Шах Аббас III, сын Шаха Тахмаспа II, р.1732, шаханшах Ирана 1732—1736, ум.1740
  - Назир Кули-бек (рег. 1732—1736)1
- 13. Шах Солайман, сын Мирзы Мохаммад Дауда и Шахбану Сафави, р.1714, шаханшах Ирана 1749—1750, ум.1776
- 14. Шах Исмаил III, сын Муртазы и Марийам Сафави, р.1733, шаханшах Ирана 1750, 1752—1761, ум.1773
- 15. Шах Мохаммад Хосайн шаханшах Ирана 1750—1757, правил в Мазандаране
- 16. Шах Хосейн II шаханшах Ирана 1753—1786
- 17. Абу-л-Фатх Шах Мохаммад II, муж Зайнаб ун-Нисы Сафави, шаханшах Ирана 1786—1794

1778 (фактически 1736) власть перешла к Афшарам.
- Мухаммед (Абу-ль-Фатх)(претендент 1786)1